# Атлантик Бич (Њујорк)
Атлантик Бич (енгл. Atlantic Beach) град је у америчкој савезној држави Њујорк.

## Демографија
По попису из 2010. године број становника је 1.891, што је 95 (-4,8%) становника мање него 2000. године.
| Група             | 2000.         | 2010.         |
| Белци             | 1.882 (94,8%) | 1.776 (93,9%) |
| Афроамериканци    | 14 (0,7%)     | 12 (0,6%)     |
| Азијати           | 16 (0,8%)     | 18 (1,0%)     |
| Хиспаноамериканци | 59 (3,0%)     | 74 (3,9%)     |
| Укупно            | 1.986         | 1.891         |